# Военный чиновник
Военный чиновник — категория военнослужащих Российской императорской армии (чиновников Военного ведомства) для замещения ряда нестроевых должностей вместо офицеров классными чиновниками для предотвращения нехватки офицерских чинов в военное время.

## История
В ходе армейских реформ 1900‑х — 1910‑х годов военное ведомство приняло ряд мер для предотвращения нехватки офицерских чинов в военное время, когда численность мобилизованной армии возрастала в несколько раз. Одной из этих мер стало замещение ряда нестроевых должностей вместо офицеров классными чиновниками, что значительно увеличило количество последних в составе войск. В августе 1914 г. при переводе армии на военное положение в войсках, управлениях, учреждениях и заведениях военного ведомства числилось свыше 10 тыс. военных чиновников (не считая медицинских чинов), что составило более 10 % численности офицерского корпуса мобилизованной армии. Значительная часть из них по роду своих обязанностей должна была находиться в ближних тылах, нуждаясь, таким образом, в соответствующем обмундировании, снаряжении и вооружении.
Современники недаром именовали Первую мировую войну «Второй Отечественной» — своими масштабами она потребовала от российской государственной машины колоссального напряжения сил. К концу войны не осталось, пожалуй, ни одного ведомства, которое тем или иным образом не участвовало бы в обороне государства. В ноябре 1917 г. в действующей армии числилось более 63 тыс. классных чинов военного ведомства. Кроме них, в ближайших тылах находилось более 42 тыс. классных чинов и свыше 215 тыс. «нижних служителей» гражданских ведомств и различных общественных организаций, обслуживавших нужды армии.

## Обмундирование
Внешний облик гражданских чинов военного и морского ведомств, а также чиновников и служащих гражданских ведомств и организаций, работавших на нужды обороны, знаком нам по фотографиям того времени. Можно отметить многообразие их обмундирования.
К 1914 г. при форме военного времени военным чиновникам из вооружения была присвоена лишь шашка на плечевой галунной портупее — ни огнестрельного оружия, ни походного снаряжения им официально не полагалось. Кроме того, особенностью их обмундирования были пальто темно-синего и шинели чёрного цвета, резко отличавшиеся от серых пальто и шинелей военных чинов, что нарушало единообразие и могло демаскировать колонны войск на марше. Отсутствие у чиновников походного снаряжения и огнестрельного оружия, а также неприспособленность их обмундирования к условиям военного времени серьёзно беспокоили высшее военное начальство. Уже 20 июля 1914 г., на третий день мобилизации, начальник Генерального штаба генерал-лейтенант Н. Н. Янушкевич направил главному интенданту генералу от инфантерии Д. С. Шуваеву ходатайство о внесении в униформу военных чиновников соответствующих изменений.
Ношение формы защитного цвета в большинстве гражданских ведомств официально запрещалось. Поэтому, в частности, 28 июля 1914 г. председатель Главного управления Российского общества Красного Креста (РОКК) гофмейстер А. А. Ильин обратился к военному министру генералу от кавалерии В. А. Сухомлинову с просьбой разрешить гражданским чинам вверенного ему ведомства, командированным в состав учреждений, отправляющихся на театр военных действий, ношение обмундирования защитного цвета.
В течение нескольких дней Технический комитет Главного интендантского управления (ГИУ) разработал и представил предложения по изменению форменной одежды чиновников как военного ведомства, так и гражданских ведомств, изложенные в письме главного интенданта военному министру. 3 августа 1914 г. предложения ГИУ были одобрены императором и утверждены военным министром. 5 августа председатель Техкома ГИУ генерал-майор С. С. Пославский направил в ряд гражданских ведомств (в частности, в Министерство финансов, Государственный контроль, Главное управление почт и телеграфов, Главное управление РОКК) «для сведения и соответствующих распоряжений» письма, в которых объявлялось высочайшее соизволение на присвоение чиновникам гражданского ведомства, состоящим в военное время в полевых управлениях, учреждениях и заведениях, помимо положенных им в этом случае укороченных шаровар, высоких сапог и офицерских шашек:
1. защитных фуражек с сохранением кокард на тулье и специальных арматур на околыше,
2. походных мундиров (кителей),
3. солдатских шинелей,
4. погон на походные мундиры и шинели как у военных чиновников, по чинам, с расцветкой, присвоенной петлицам, и с галуном по цвету пуговиц,
5. походного офицерского снаряжения без биноклей, свистков и полевых сумок, но с револьверами.

Ношение классными чиновниками военного ведомства для отличия от других ведомств круглой гражданской кокарды на околыше вместо тульи было официально установлено
14 августа 1914 г.
Официально форма военного времени для главных управлений была установлена 26 ноября 1914 года. Для генералов, штаб- и обер-офицеров, военных врачей, ветеринаров и чиновников главных управлений, а также управлений, учреждений и заведений, им подведомственных, устанавливалось ношение походного мундира защитного цвета с погонами. Летом походный мундир должен был заменяться кителем защитного цвета из легкой ткани. Носить аксельбант (тем из военных чинов, кому таковой был присвоен) при форме военного времени не полагалось. С походным мундиром надевались имеющиеся знаки и старшие ордена, если не было иного приказания. Укороченные шаровары и высокие сапоги со шпорами оставались такими же, как и в мирное время. В качестве головного убора использовалась защитная фуражка с кокардой на околыше или серая папаха образца 1910 г. с кокардой и с верхом защитного цвета. Перчатки полагались коричневого цвета, лайковые, шерстяные или нитяные.
В особо торжественных случаях — на богослужениях в дни восшествия на престол, коронования, рождения и тезоименитства высочайших особ, на церковных парадах, на смотрах и парадах, при принесении присяги, в заседаниях кавалерских дум, в военных судах (составом присутствия суда, обвиняемыми и свидетелями) — а также по особому приказанию в иных случаях надевались все имеющиеся ордена, звезды, орденская лента и знаки при походном мундире, папахе и коричневых лайковых перчатках. В остальных случаях разрешалось заменять походный мундир походной суконной рубахой (летом вместо кителя разрешалось носить летнюю рубаху); ношение знаков и орденов при этом официально не предусматривалось. Верхней одеждой служило пальто, которое могло заменяться солдатской шинелью. Вооружение — шашка и револьвер — носилось на офицерском походном снаряжении. Разрешалось не надевать плечевые ремни снаряжения, а при походном мундире, кроме того, носить поясной ремень снаряжения под походным мундиром.

## Знаки различия
Помимо звездочек и нашивок на погонах военных чиновников, не имеющих классных чинов (и зауряд-военных чиновников) с 1914 года могли размещаться шифровки части (учреждения, заведения) по месту службы (такие же, как у военных чинов в местах их службы), введенные для классных чинов Военного Ведомства, а также специальные знаки, однако легитимность ношения последних не известна. Из-за меньшей ширины погон размер шифровки по сравнению с таковой же у офицеров был уменьшенным (высота вензелей без короны ⅝ вершка (28 мм), больших литер — ½ вершка (44 мм) и малых — ¼ вершка (22 мм). Цвет шифровки соответствовал общей системе (в пеших частях, как правило, по цвету металлического прибора, в конных — противоположного прибору цвета). Следует помнить, что цвет приборного металла классных чинов военного ведомства определялся не принадлежностью к данной части, а родом их службы. Сроки донашивания старых погон не оговаривались, однако, судя по фотографиям, обзавестись шифровками к началу войны успели далеко не все.
Образцы погон военных чиновников, имеющих классные чины (просветы и звёздочки — по чину)

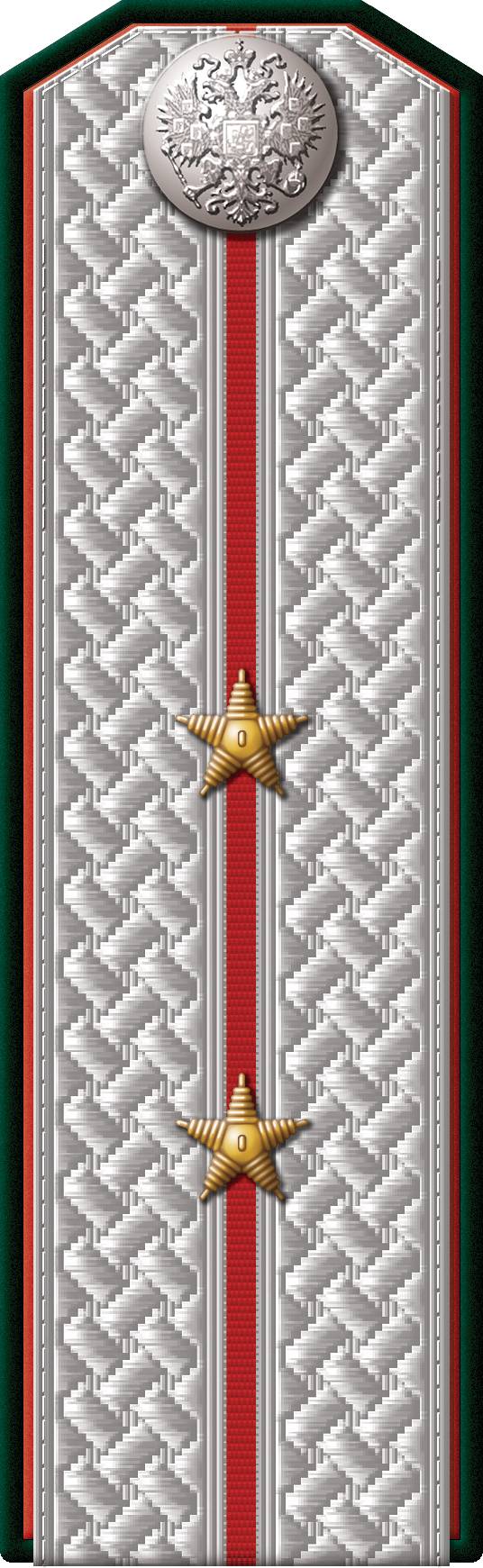
Военный чиновник 12-го класса — губернский секретарь (погон образца 1897–1917 годов)

Образцы погон военных чиновников, классных чинов не имеющих

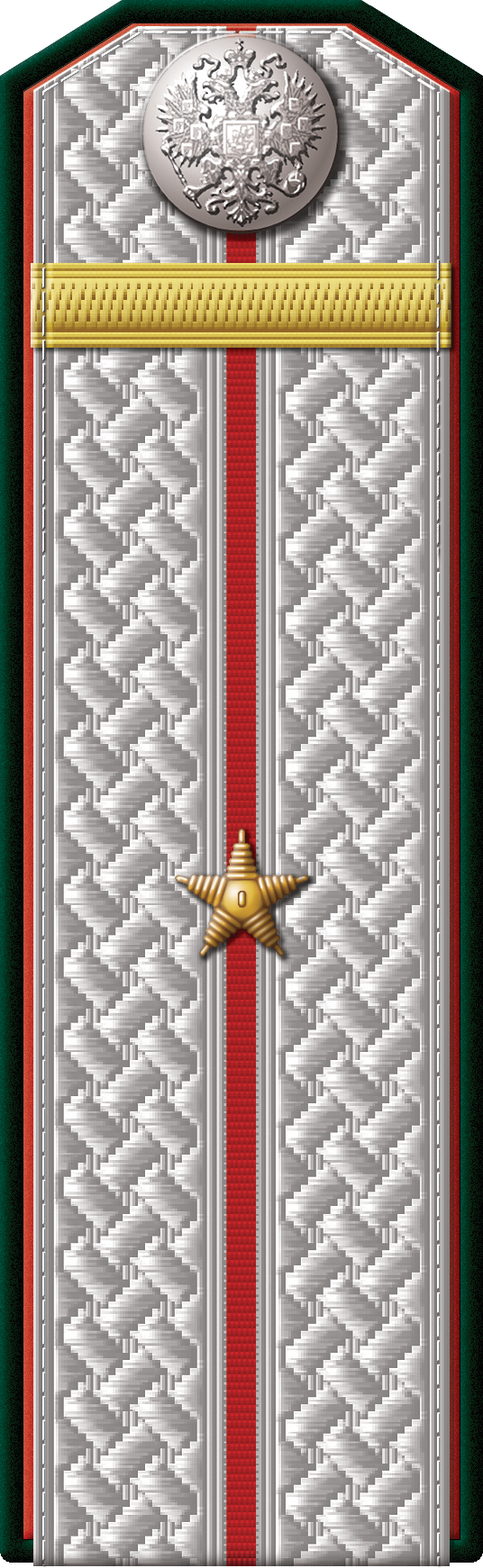
Военный чиновник, не имеющий классного чина (погон 14-го класса с одной нашивкой против прибора образца 1914–1917 годов)
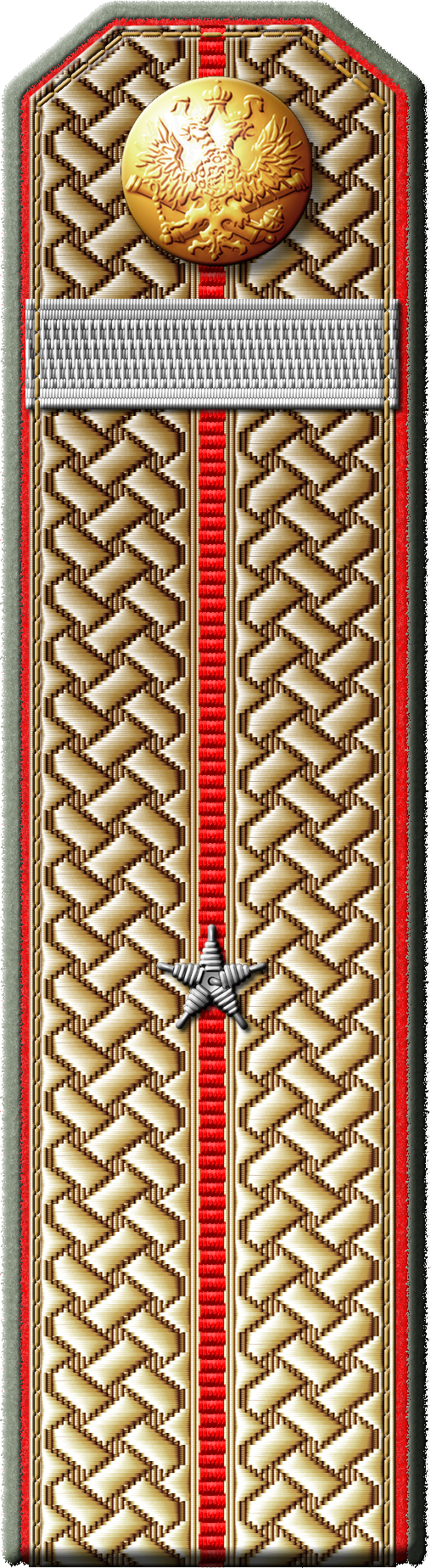
Военный чиновник, не имеющий классного чина, занимающий должность технического мастера артиллерийского ведомства (погон образца 1914 года)